# Bir Hima
Bir Hima ( arapski : بئر حما, transliteracija: Biʾr Ḥimā) je lokalitet raznih crteža na stijeni u provinciji Najran, na jugozapadu Saudijske Arabije, oko 200 kilometara sjeverno od grada Najran. Drevno paleolitsko i neolitsko nalazište, kompleks Bir Hima obuhvaća vremensko razdoblje 2500–1000. pr. Kr. Bir Hima sadrži brojne prolaze čiji se tip može pronaći u rasponu od Sjeverne Arabije do Jemena.
U srpnju 2021. godina lokalitet je stavljen na UNESCO -vu listu svjetske baštine.

## Povijest
Drevna povijest ljudskog nastanjivanja ovog lokaliteta zaslužna je zbog divljeg života, vode i vapnenačkog terena. Stjenovita umjetnost Saudijske Arabije smatra se jednom od najbogatijih na svijetu, zajedno s drugim primjerima u Australiji, Indiji i Južnoj Africi. Područje je istražila ekspedicija Philby-Ryckmans-Lippen 1951. godine, a objavio E. Anati (1969–72). Tada je zabilježeno da su slike na stijenama utisnute u urez u formaciju pješčenjaka, te da datiraju 300-200. pr. Kr. Njegovo bogato naslijeđe kamenih petroglifa privuklo je pažnju Odjela za antikvitete Saudijske Arabije tek nakon 1976. godine kada su istražena načazišta poput Jubbe. Jedan od članova ekspedicije istražujući ovaj oblik umjetnosti pronašao je nalazište zapadno od drevnih bunara Bir Hima, gdje je zabilježio 250 slika. Bunari Bir Ḥimā bili su posljednje pojilište za karavane na putu prema sjeveru kroz pustinju i prvo na jugu na povratku iz pustinje. 

## Nalazi
Bir Hima, drevno paleolitsko i neolitsko nalazište, nalazi se sjeverno od Najrana, kategorizirano je kao donjopaleolitsko ili starovjekovsko nalazište. Osim petroglifa, ovdje su pronađeni i rezbareni alati korišteni za ovo umjetničko djelo (u obliku sjeckalice ili kamenčića) izrađeni od materijala kao što su kvarcit, andezit i kremen. Čini se da su slike ispisane broncom. Primijećeni petroglifi, koji su se prvotno pronašli pedesetih godina prošlog stoljeća, sastojali su se od bodeža i mačeva, lukova sa strelicama na vrhu poprečnih vrhova strijela, srpskih mačeva i palica. Ti su prikazi tumačeni kao simboli duhovnog animizma .
Bir Hima, samo je sjena onih pronađenih u regiji Jubba. Ovdje je identificirano 100 nalazišta. Na području Najrana zabilježeno je čak 6.400 ilustracija ljudi i životinja, koje uključuju više od 1.800 deva i 1.300 ljudskih prikaza. Na ovom važnom mjestu kamenih umjetnosti, osim prikaza ljudi, žirafa i drugih životinja, zabilježeni su i natpisi Dhu Nuwasa, himjarskog kralja koji je zauzeo Najran u šestom stoljeću. Na mjestu 217-44 iskopan je niz zglobova deva. Iako su njegove gravure vjerojatno puno ranije od onih na Hunters Palette, ratnik Bir Hima, naoružan lukom, gotovo je identičan ljudima na Hunters Paletteu.
- Petroglifi planine Hima
- Slika plesačica
- Petroglif deve s Al-Mauakea
- Petroglif stoke s Minšafa
- Ptroglifi Šasaa
- Petroglif kozoroga